# Divisione di Magadh
Magadh è una divisione dello stato federato indiano di Bihar, e ha come capoluogo Gaya.
La divisione di Magadh comprende i distretti di Gaya, Nawada, Aurangabad, Jehanabad e Arwal.
| Controllo di autorità | VIAF (EN) 142163388 · LCCN (EN) no00002986 · J9U (EN, HE) 987007467725205171 |